# 暗黒女子
『暗黒女子』（あんこくじょし）は、秋吉理香子のミステリー小説。双葉社の『小説推理』において、2012年12月号から2013年3月号まで連載されたのち、2013年に出版された。
ミッション系の女子高である聖母女子高等学院を舞台に、同校の女子生徒で生徒たちの憧れの存在であった白石いつみの不可解な死を巡って疑いの目を向けられた文学サークルのメンバーらが朗読で各々犯人と思う人物を告発する物語。
2017年に映画化作品が公開（後述）。

## あらすじ
名門ミッション系女子高である聖母女子高等学院で、学園一の人気を誇るカリスマ、白石いつみがスズランの花を手に持って屋上から飛び降りて、謎の死を遂げた。そして学園内では、「白石いつみが主宰していたサークルの中に、彼女を殺した犯人がいる」と噂が流れる。
いつみの親友である澄川小百合は、文学サークルの会長を引き継いで、学期末恒例の闇鍋をしながら、部員たちが自作した「小説の朗読会」を開催し、いつみの死の真相に迫ろうとする。小百合が提案した朗読テーマは、「白石いつみの死」についてだった。犯人を告発する物語を一人ひとり発表していくことになり、次第に5つの物語の中に隠された真実と、不穏な空気が5人の少女たちを取り囲んでいく……。
5人の部員たちの朗読が終わり、澄川小百合の朗読が始まる。だがそれは、「白石いつみによる告白文」であった。教師の北条慎二と恋人関係であった白石いつみは、密会の場として文学サークルを復活させたが、心の渇望を感じていた。そこで白石いつみは、「脇役」としてレベルが高く個性的な部員たちを集め、それぞれの「秘密」を握って屈服させることで、自らが「主人公」であることに優越感を感じていたのだ。
白石いつみの告白により、それぞれの犯していた秘密が暴かれていく。海外作品を盗作していた高岡志夜、実家の店を放火していた小南あかね、不特定多数の男性との援助交際をしていた二谷美礼、姉を突き落として代わりに留学をしていたディアナ・デチェヴァ、学校のネットワークに侵入して自分の成績を改竄していた古賀園子。
だが、父親に北条との交際がバレて中絶させられたいつみは、文学サークルの「部員たちによる裏切り」により、自身の妊娠を突き止められ父親に密告されたのではないかと考え、部員たちに復讐することを目論む。そして部員たちを集めた白石いつみは、子供の名前にする予定であったスズランを手に持ち、屋上から飛び降りて自殺してしまう。そのスズランから自分たちの関与が疑われることを避けるため、部員たちはスズランを別の意味にしようと画策していたのだ。
しかし、実は白石いつみは狂言自殺であり、退院後に北条と駆け落ちをしたため、父親がスキャンダルを避けるために死亡したことにしたのだ。白石いつみは闇鍋にスズランの毒を入れて、澄川小百合以外の部員たちを殺害しようとする……。それを知りパニックになる部員たちの前で、これまで白石いつみを扇動していた澄川小百合の告白が始まる。
駆け落ちした白石いつみは、すでに究極のエゴイストではなくなり、平凡な生活に浸って平凡な愛を喜ぶきわめて凡庸な人間になっていた。それに失望した澄川小百合は、定例会前にスズランの毒により白石いつみを殺害。その後の定例会で部員たちが食べていた闇鍋には、「白石いつみの肉」が提供されていたのだ。
その後、自らが「主役」となった澄川小百合は、文学サークルの会長として、新たな部員たちを勧誘するのであった。

## 登場人物
澄川 小百合（すみかわ さゆり）
聖母女子高等学院3年生。文学サークルの副会長だったが、いつみの死後に会長を引き継いだ。
いつみの死の真相を明らかにするため、一学期最後の文学サークルの定例会で発表する自作小説の題材を「前会長・白石いつみの死」に設定する。
白石いつみ（しらいし いつみ）
故人。聖母女子高等学院3年生。聖母女子高等学院の経営者の娘で、文学サークルの会長を務めていた。カリスマ性と完璧な美貌を持ち、他の生徒たちから憧れられる存在だった。
ある日、スズランの花を持ってテラスから花壇に転落死した姿が発見される。
二谷美礼（にたに みれい）
聖母女子高等学院1年生。実家は貧乏だが奨学金により聖母女子高等学院に入学した。
いつみの勧めでいつみの弟の家庭教師のアルバイトをしていた。
定例会では、古賀園子を犯人として告発する小説「居場所」を朗読する。
小南 あかね（こみなみ あかね）
聖母女子高等学院2年生。料亭「こみなみ」の娘であるが、本人は洋食やスイーツ作りに興味を持っている。
文学サークルでもお菓子作りに余念がない。
定例会では、二谷美礼を犯人として告発する小説「マカロナージュ」を朗読する。
ディアナ・デチェヴァ
ブルガリアからの留学生。いつみが一年生の頃、ブルガリアに短期留学していた時にいつみと知り合い、好意を抱く。
幼少期の怪我が原因で、足を引きずるようにして歩いている。
定例会では、高岡志夜がいつみを憎んでいたと告発する小説「春のバルカン」を朗読する。
古賀 園子（こが そのこ）
聖母女子高等学院3年生。いつみのクラスメイト。亡くなった父の代わりに生家のクリニックを再開するため、医師を目指している。
小説を読む際も常に5W1Hを意識している合理的思考の持ち主。
定例会では、ディアナ・デチェヴァが魔力を使っていつみを死に至らしめたと告発する小説「ラミアーの宴」を朗読する。
映画版では未登場。
高岡 志夜（たかおか しよ）
聖母女子高等学院2年生。フランスからの帰国子女。
中学2年生の時に執筆したライトノベル「君影草」で作家デビュー。日本語として日本人に自分の作品が読まれることにこだわっており、翻訳化や映像化を頑なに断っている。
定例会では、小南あかねを犯人として告発する小説「天空神の去勢」を朗読する。

## 書誌情報

### 小説
- 単行本：2013年6月19日 双葉社 ISBN 978-4575238259
- 文庫：2016年6月16日 双葉社 ISBN 978-4575518955
- ジュニア文庫：2017年3月15日 双葉社 ISBN 978-4575240238

### 漫画
兄崎ゆなによる漫画版が描きおろしにて刊行されている。
- 上巻：2017年2月21日 双葉社 ISBN 978-4575312232
- 下巻：2017年2月21日 双葉社 ISBN 978-4575312249

## 映画
同名タイトルの映画が、2017年4月1日に公開。監督は耶雲哉治、主演は清水富美加と飯豊まりえ。

### キャスト
- 澄川 小百合 - 清水富美加[2]
- 白石 いつみ - 飯豊まりえ[2]
- 高岡 志夜 - 清野菜名[2]
- ディアナ・デチェヴァ - 玉城ティナ[2]
- 小南 あかね - 小島梨里杏[2]
- 二谷 美礼 - 平祐奈[2]
- いつみの父親（学院経営者） - 升毅
- 北条 - 千葉雄大[3]

### スタッフ
- 原作：秋吉理香子『暗黒女子』（双葉文庫）
- 監督：耶雲哉治
- 脚本：岡田麿里
- 音楽：山下宏明
- 主題歌 : Charisma.com「#hashdark」[4]（ワーナーミュージック・ジャパン）
- 企画・プロデュース：松本整、明石直弓
- エグゼクティブプロデューサー：柳迫成彦
- プロデューサー：大畑利久
- アソシエイトプロデューサー：小松重之、宮城希
- ラインプロデューサー：佐藤幹也
- 撮影：中山光一
- 照明：松本憲人
- 録音・整音：竹内久史
- 美術：松塚隆史
- 装飾：有村謙志
- スタイリスト：櫻井まさえ
- ヘアメイク：酒井夢月
- 編集：日下部元孝
- 助監督：北川博康
- 制作担当：和氣俊之
- VFXプロデューサー：赤羽智史
- 音楽プロデューサー：緑川徹、濱野睦美
- 配給 : 東映
- 宣伝：ショウゲート
- 制作プロダクション：ROBOT
- 企画：博報堂DYミュージック&ピクチャーズ、ROBOT
- 製作：「暗黒女子」製作委員会（東映、博報堂DYミュージック&ピクチャーズ、カルチュア・エンタテインメント、ROBOT、ひかりTV、双葉社、イオンエンターテイメント、WAJA PRODUCE、楽天、ワーナーミュージック・ジャパン、ラストラム・ミュージックエンタテインメント、読売新聞社）